# Villosa villosa
Villosa villosa är en musselart som först beskrevs av Wright 1898.  Villosa villosa ingår i släktet Villosa och familjen målarmusslor. IUCN kategoriserar arten globalt som livskraftig. Inga underarter finns listade i Catalogue of Life.